# 托马斯·劳伦斯
托马斯·劳伦斯爵士 RA FRS（Thomas Lawrence；1769年4月13日—1830年1月7日），英国肖像画家、皇家艺术研究院院長。

## 生平
托马斯·劳伦斯出生于布里斯托尔红十字街6号（6 Redcross Street），是家中活下来的最小的儿子。其父托马斯·劳伦斯（同名）和其母露西·里德共育有16个孩子，但只有五个活过婴儿期。他出生后不久，父亲在布里斯托尔的宽街开办了一家名叫“白狮子”（White Lion Inn）的旅馆，但生意不太好，于是全家搬到迪韦齐斯经营另一家名叫“黑熊”（Black Bear Inn）的旅馆，伦敦前往巴斯的游客经常在此停留。
老托马斯经常让小托马斯给他们念诗或者绘制肖像画，以此赚取一些外快。小托马斯只在6至8岁时于布里斯托尔的堡垒学校（The Fort）读过两年书，此外便没有接受过什么正式的教育。但他10岁时就已经小有名气，丹尼斯·巴林顿曾说他这个时候就已经能很好地复刻一些历史画了。他复制的一幅拉斐尔的《圣容显现》曾获得皇家藝術學會银奖及5基尼奖金。
但其父的生意又失败了，老托马斯在1779年破产，全家搬到巴斯阿尔弗雷德街2号，小托马斯在此正式成为肖像画家，一幅12×10英寸的圆形半身像可以收到3基尼，顾客包括德文郡公爵夫人乔治亚娜·卡文迪什、萨拉·西登斯、第六代男爵亨利·哈珀、沃伦·黑斯廷斯和伊利亚·英庇等，他由此逐渐知名。

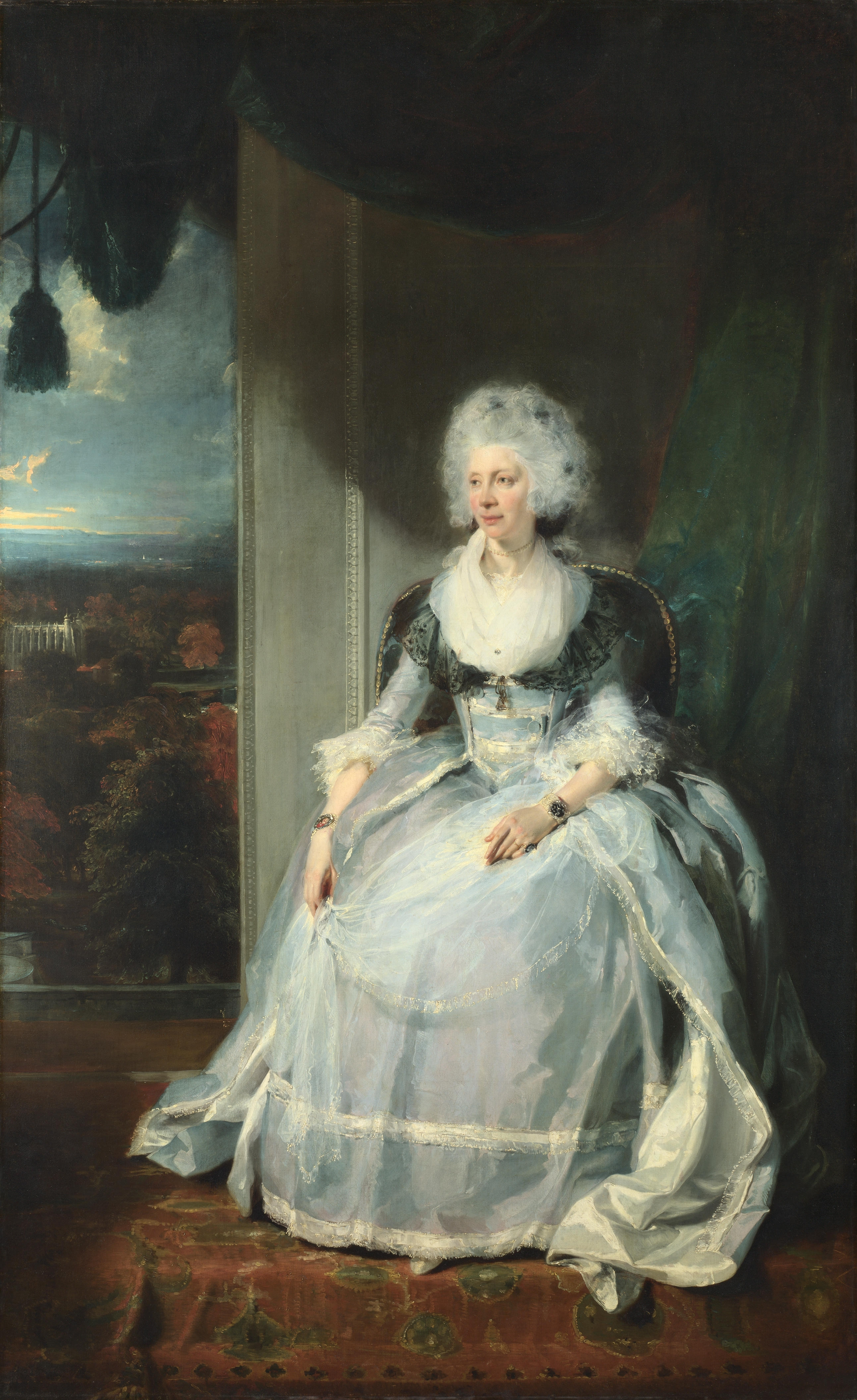
夏洛特皇后像，1789

在18岁生日前不久，他抵达伦敦，住在约书亚·雷诺兹工作室旁边不远。他被人引荐给雷诺兹，雷诺兹建议他研究自然，而非一味复刻古代大师作品。他在伦敦定居下来，1787年在皇家艺术研究院展出作品，并进入研究院学习。自1787年至去世，他只有1809年（抗议自己作品的摆放方式）和1819年（出国）两年没有参加皇家艺术研究院的年展。1789年，他首次开始绘制全身像，在研究院展出了13幅作品，受到评论家们的好评，并接到皇家委托，为夏洛特皇后和阿米莉亞公主绘制肖像。虽然公主对他印象不错，但皇后觉得劳伦斯很不礼貌，因此画作完成后就一直放在劳伦斯的工作室里。1790年，这幅画曾在皇家艺术研究院展出，但评价也不是很理想。同年展出的伊丽莎白·法伦像倒是颇受好评。
1791年，劳伦斯成为皇家研究院副院士。次年约书亚·雷诺兹去世后，乔治三世任命他为首席宫廷画家 。1794年，他正式成为皇家艺术研究院院士。不过虽然事业上十分成功，但他却欠下了大量的债务，一度几近破产。他生活也不是十分奢靡，因此其经济窘迫的原因一直是个谜。

### 晚年
1820年3月本杰明·韦斯特去世后，劳伦斯在当月30日获选皇家艺术研究院院长，并担任此职位直至逝世。1822年2月28日，他当选皇家学会院士。他在1820年代一直有王室成员资助，罗伯特·皮尔后来也成为了他的赞助人。
他在1830年1月7日友人伊丽莎白·克罗夫特（Elizabeth Croft）、阿奇博尔德·凯特利到访时猝死，死前曾感到胸痛。死后解剖发现可能是心血管问题，但劳伦斯的传记作者D·E·威廉姆斯说这并不足以致死，死因应该是其医生采用的水蛭吸血法。1月21日，他在圣保罗大教堂下葬。J·M·W·透纳参加了他的葬礼，并绘制了简单的草稿以作纪念。

## 遗产
劳伦斯死后，他的朋友请求汤玛斯·坎贝尔为他写一部传记，但坎贝尔把工作交给了D·E·威廉姆斯，后者写成的传记在1831年出版，但内容有很多错误。1900年，罗纳德·高尔勋爵再度为他作传。

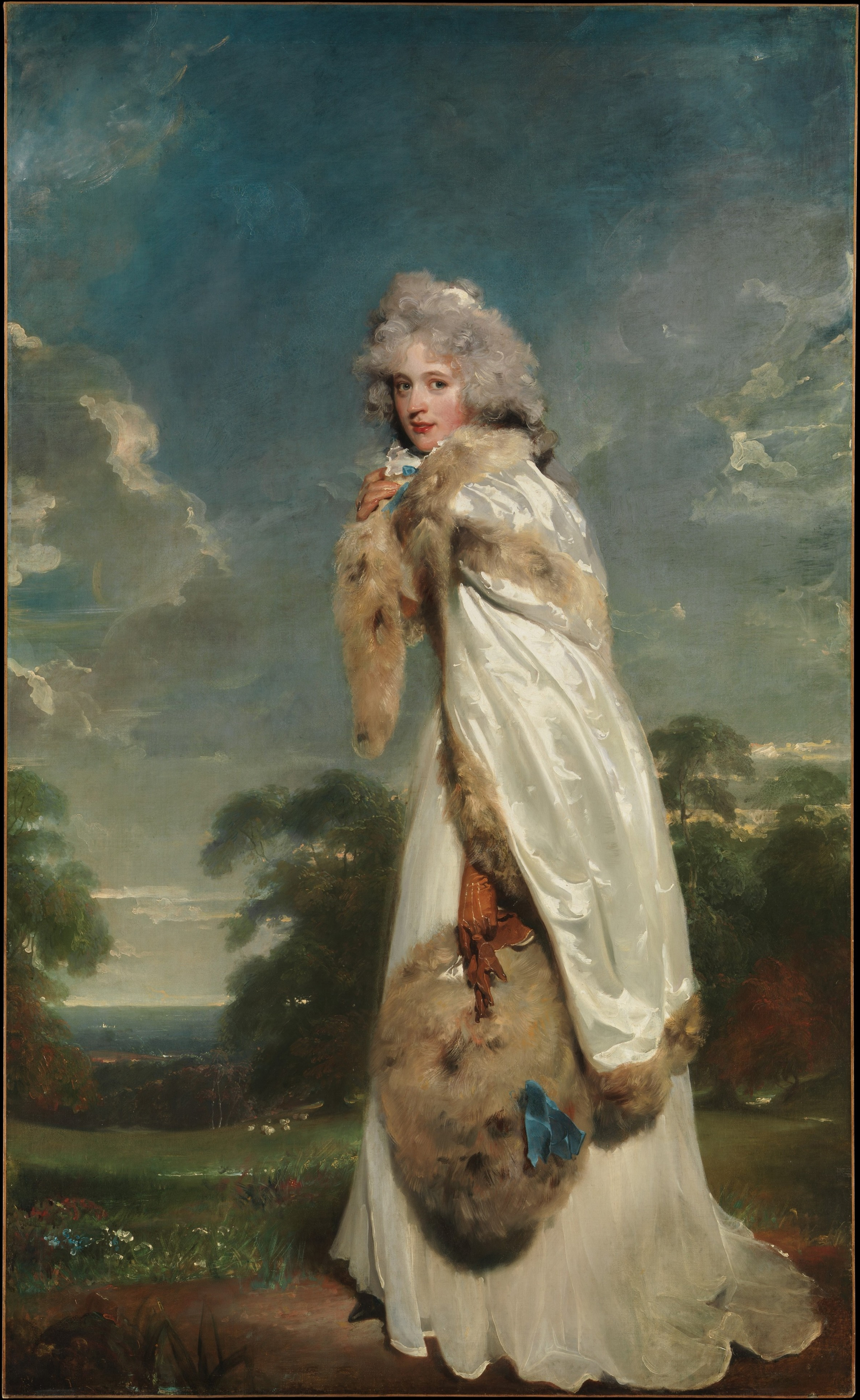
伊莉莎白·法倫像

劳伦斯的名气在维多利亚时代开始下降，后来通过艺术批评家罗杰·弗莱的努力得到了一定的改善。他一度在美国和法国比在本地更有名，他给伊莉莎白·法倫等人绘制的肖像使得20世纪初美国人对英国肖像画产生兴趣。
他的作品现藏于国家肖像馆、泰特不列颠等重要美术馆。2010年，国家肖像馆专门为他举办了回顾展，时任国家肖像画廊馆长说他“是一位伟大的人物，但应当得到更多的关注”。2018年12月，他的一幅作品以229万英镑的价格成交，成为他最贵的作品。